# エドワード・ウィッテン
エドワード・ウィッテン（Edward Witten, 1951年8月26日 - ）は、超弦理論においてM理論を提唱した、アメリカ合衆国の理論物理学者。現在はプリンストン高等研究所教授。ユダヤ系。

## 来歴

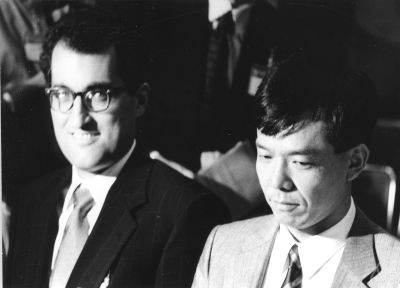
1990年ICMにて。右はフィールズ賞を同時受賞した森重文

メリーランド州ボルチモア生まれ。父親は一般相対性理論の研究者で元シンシナティ大学教授のルイス・ウィッテン。当初はジャーナリストを志望し、ブランダイス大学時代は歴史学や言語学を専攻。米国雑誌『ネイション（The Nation）』や『THE NEW REPUBLIC』に寄稿する他、1972年の大統領選で大敗したジョージ・マクガヴァンの選挙運動に携わった。
ウィスコンシン大学マディソン校大学院で経済学を専攻するが中退し、1973年にプリンストン大学大学院で応用数学を専攻。後に物理学に移り、デビッド・グロスの下で1976年に博士号を取得した。
その後ハーヴァード大学のフェローなどを経て、1980年から1987年までプリンストン大学物理学科の教授を務めた。1995年に南カリフォルニア大学で開かれたスーパーストリング理論国際会議で、仮説M理論を発表し学会に衝撃を与える。1990年、数学に関する最高権威を有するフィールズ賞を受賞。
ネーサン・サイバーグとは友人で共同研究者。米制作ドキュメンタリー「美しき大宇宙」（原題：The Elegant Universe）に出演している。

## 主な業績
- サイバーグ・ウィッテン理論（英語版）
- シンプレクティック多様体における位相不変量のグロモフ・ウィッテン不変量
- 超対称性とモース理論
- 位相的場の理論
- ディラック作用素における異常項、指数定理。
- 結び目のジョーンズ多項式における場の理論との関係。
- WDVV(Witten-Dijkgraaf,-Verlinde-Verlinde)方程式。
- ウィッテン予想（この予想はマキシム・コンツェビッチによって解かれた）。

## 主な受賞歴
- 1985年 - ICTPのディラック・メダル、アルベルト・アインシュタイン・メダル
- 1986年 - アラン・T・ウォーターマン賞
- 1990年 - フィールズ賞
- 1998年 - オスカル・クラインメダル、ハイネマン賞数理物理学部門
- 2000年 - フレデリック・エッサー・ネンマーズ数学賞
- 2001年 - クレイ研究賞
- 2002年 - アメリカ国家科学賞
- 2003年〜2005年 - トムソン・ロイター引用栄誉賞
- 2005年 - ハーヴェイ賞
- 2006年 - ポアンカレ賞
- 2008年 - クラフォード賞
- 2010年 - ローレンツメダル、アイザック・ニュートン・メダル
- 2012年 - 基礎物理学ブレイクスルー賞
- 2014年 - 京都賞基礎科学部門
- 2016年 - アルベルト・アインシュタイン世界科学賞